# Amiota leucostoma
Amiota leucostoma este o specie de muște din genul Amiota, familia Drosophilidae, descrisă de Friedrich Hermann Loew în anul 1862. Conform Catalogue of Life specia Amiota leucostoma nu are subspecii cunoscute.